# Проректор
Проректор — заступник ректора закладу вищої освіти з якого-небудь напряму роботи ЗВО.
Зазвичай в структурі закладу вищої освіти є такі проректори:
- перший проректор;
- проректор з навчально-методичної роботи;
- проректор з наукової роботи;
- проректор з адміністративних питань;
- проректор з міжнародних питань;
- проректор з питань виховної роботи;
- проректор з питань довузівської підготовки.